# Rebecca Eames
Rebecca Blake Eames fue una de las acusadas de brujería durante los juicios de brujas de Salem de 1692.
Rebecca Eames estaba entre la multitud que asistió a ver el colgado de brujas del 19 de agosto de 1692, cuando fue acusada de causarle un pinchazo en el pie a otro espectador y fue arrestada. Eames más tarde declaró que el diablo se le había aparecido como un potro y la había convencido de que lo siguiera. Ella testificó que había permitido que su hijo Daniel (nacido en 1663), fuera bautizado por el diablo. También confesó que afligía a Timothy Swan.
Fue examinada de nuevo el 31 de agosto de 1692 por John Hathorne y Jonathan Corwin. Ella repitió su confesión e implicación de su hijo Daniel como un brujo y su confesión de afligir a Timothy Swan. También implicó a la viuda de Roger Toothaker, su hija Margaret Toothaker y Abigail Faulkner como compañeras de brujería.
Mary Walcott, Mary Warren y Ann Putnam, Jr. dieron testimonio el 15 de septiembre de que habían sido afligidas por Rebecca Eames. Ella fue juzgada y condenada el 17 de septiembre, con otros nueve. Todos estaban condenados a morir. Cuatro de esos nueve fueron ejecutados el 22 de septiembre. En octubre, el Tribunal de Oyer y Terminer fue disuelto. Rebecca Eames permaneció en la prisión de Salem. El 5 de diciembre, ella presentó una petición al Gobernador Phips retractandose de su "falsa e incierta" confesión, diciendo que había sido "apresurada de mis sentidos" por Abigail Hobbs y Mary Lacey, quien había dicho que sería ahorcada si no confesaba. Su marido, Robert Eames, murió el 22 de julio de 1693, cuatro meses después de la liberación de su esposa de la prisión.

## Vida
Nació en febrero de 1641 en Gloucester, Massachusetts, se casó con Robert Eames, un inmigrante de Inglaterra, en 1661 en Andover, Massachusetts. Murió el 8 de mayo de 1721 en Boxford, Massachusetts.

### Hijos
- Hannah Eames, 18 de diciembre de 1661-8 de julio de 1731, Andover, Essex, Massachusetts.
- Daniel Eames, 7 de abril de 1663-1695[2]
- Robert Eames, 28 de febrero de 1667/68-1698
- John Eames, 11 de octubre de 1670-24 de julio de 1726, Groton, Middlesex, Massachusetts.
- Dorothy Eames, 20 de diciembre de 1674
- Jacob Eames, 20 de julio de 1677-1700
- Joseph Eames, 9 de octubre de 1681-27 de diciembre de 1753, Boxford, Essex, Massachusetts
- Nathaniel Eames, 19 de noviembre de 1685-11 de enero de 1765, Boxford, Essex, Massachusetts

## Lectura
- Upham, Charles (1980). Salem Witchcraft. New York: Frederick Ungar Publishing Co. v 2 pp. 324, 480